# Borysthenia intermedia
Borysthenia intermedia is een uitgestorven slakkensoort uit de familie van de Valvatidae. De wetenschappelijke naam van de soort werd voor het eerst geldig gepubliceerd in 2007 door Kondrashov.